# إيرما توماس
إيرما توماس (بالإنجليزية: Irma Thomas)‏ هي مغنية وملحنة وموسيقية أمريكية، ولدت في 18 فبراير 1941 في بونتشاتولا في الولايات المتحدة.

## وصلات خارجية
- الموقع الرسمي
- إيرما توماس على موقع IMDb (الإنجليزية)
- إيرما توماس على موقع ميوزك برينز (الإنجليزية)
- إيرما توماس على موقع إن إن دي بي (الإنجليزية)
- إيرما توماس على موقع أول ميوزيك (الإنجليزية)
- إيرما توماس على موقع ديسكوغز (الإنجليزية)
- إيرما توماس على موقع قاعدة بيانات الفيلم (الإنجليزية)